# Matsumuraeses melanaula
Matsumuraeses melanaula es una especie de polilla del género Matsumuraeses, tribu Grapholitini, subfamilia Olethreutinae. Fue descrita científicamente por Meyrick en 1916.

## Distribución
Se distribuye por Asia: India.